# 天鸽座ο
天鸽座ο，又名CD-35 2214，HD 34642、SAO 195721、HR 1743，是天鸽座的一颗恒星，视星等为4.83，位于銀經238.51，銀緯-33.49，其B1900.0坐标为赤經5h 13m 52.6s，赤緯-34° -33.49′ 35″。